# Unstrut-Hainich (distrito)
Unstrut-Hainich é um distrito (kreis ou landkreis) da Alemanha localizado no estado da Turíngia.

## Cidades e municípios
| Cidades livres                                                | Municípios livres                                                                                      | Municípios livres                                                                                    |
| ------------------------------------------------------------- | --- | --- |
| 1. Bad Langensalza 2. Mühlhausen 3. Nottertal-Heilinger Höhen | 1. Anrode 2. Dünwald 3. Großvargula 4. Herbsleben 5. Kammerforst 6. Körner 7. Marolterode 8. Menteroda | 1. Oppershausen 2. Rodeberg 3. Schönstedt 4. Südeichsfeld 5. Unstrut-Hainich 6. Unstruttal 7. Vogtei |

| Verwaltungsgemeinschaft |
| --- |
| - 1. Bad Tennstedt 1. Bad Tennstedt1, 2 2. Ballhausen 3. Blankenburg 4. Bruchstedt 5. Haussömmern 6. Hornsömmern 7. Kirchheilingen 8. Kutzleben 9. Mittelsömmern 10. Sundhausen 11. Tottleben 12. Urleben |
| 1sede do Verwaltungsgemeinschaft; 2cidade |